# 中川清明
中川 清明（なかがわ せいめい、1958年9月13日 - ）は、日本の検察官、名古屋高等検察庁検事長。

## 人物
富山県出身。1982年東京大学法学部卒業。1984年検事任官。
法務省矯正局総務課長、法務省大臣官房秘書課長、審議官、高知地方検察庁検事正、最高検察庁検事、静岡地方検察庁検事正、最高検公安部長を経て、2016年公安調査庁長官。
2020年名古屋高等検察庁検事長。2021年退官。